# Bigüenzo
Bigüenzo o Biguenzo es una montaña de los Montes de Campoo-Valderredible, situada en el municipio cántabro de Valderredible (España). Es la altura máxima de Valderredible y está repoblado de pinos. En el punto más alto de este cerro hay un vértice geodésico que marca una altitud de 1289,10 m s. n. m. en la base del pilar. Se puede ascender desde Bustillo del Monte, a través de una pista forestal de siete kilómetros.

## Nota
1. ↑  Denominación Instituto Geográfico Nacional.